# Římský most (Velká)
Římský most je malý kamenný, klenbový obloukový most přes říčku Ludina (přítok Bečvy) u lesa Doubravy ve Velké, části města Hranice v okrese Přerov v Olomouckém kraji. Nachází se také v geomorfologickém podcelku Bečevská brána a na Moravě.

## Historie a popis
Přes Římský most vedla stará obchodní cesta nazývaná Oderská, která vedla z Potštátu. Nejspíše byl postaven v 18. století - snad v době vlády císařovny Marie Terezie nebo později. Most byl pravděpodobně přesunut z původního místa na nové místo v r. 1847 při stavbě Severní dráhy císaře Ferdinanda v Hranicích (tj. dnešní železniční trať Přerov – Bohumín). Kámen ze zbouraného mostu byl zřejmě použit na stavbu mostu nového. Most nese mírné známky několika renovačních zásahů ve spojování kamenů cementovou maltou. Přívlastek „římský“ samozřejmě nemá přímou spojitost se starověkým Římem či městem Řím, ale jde nejspíše o lidový místní zvyk v názvosloví či lidové domněnky/legendy o původu stavby.

## Další informace
Most je celoročně volně přístupný a nachází se také na cyklistické trase 5.

## Galerie

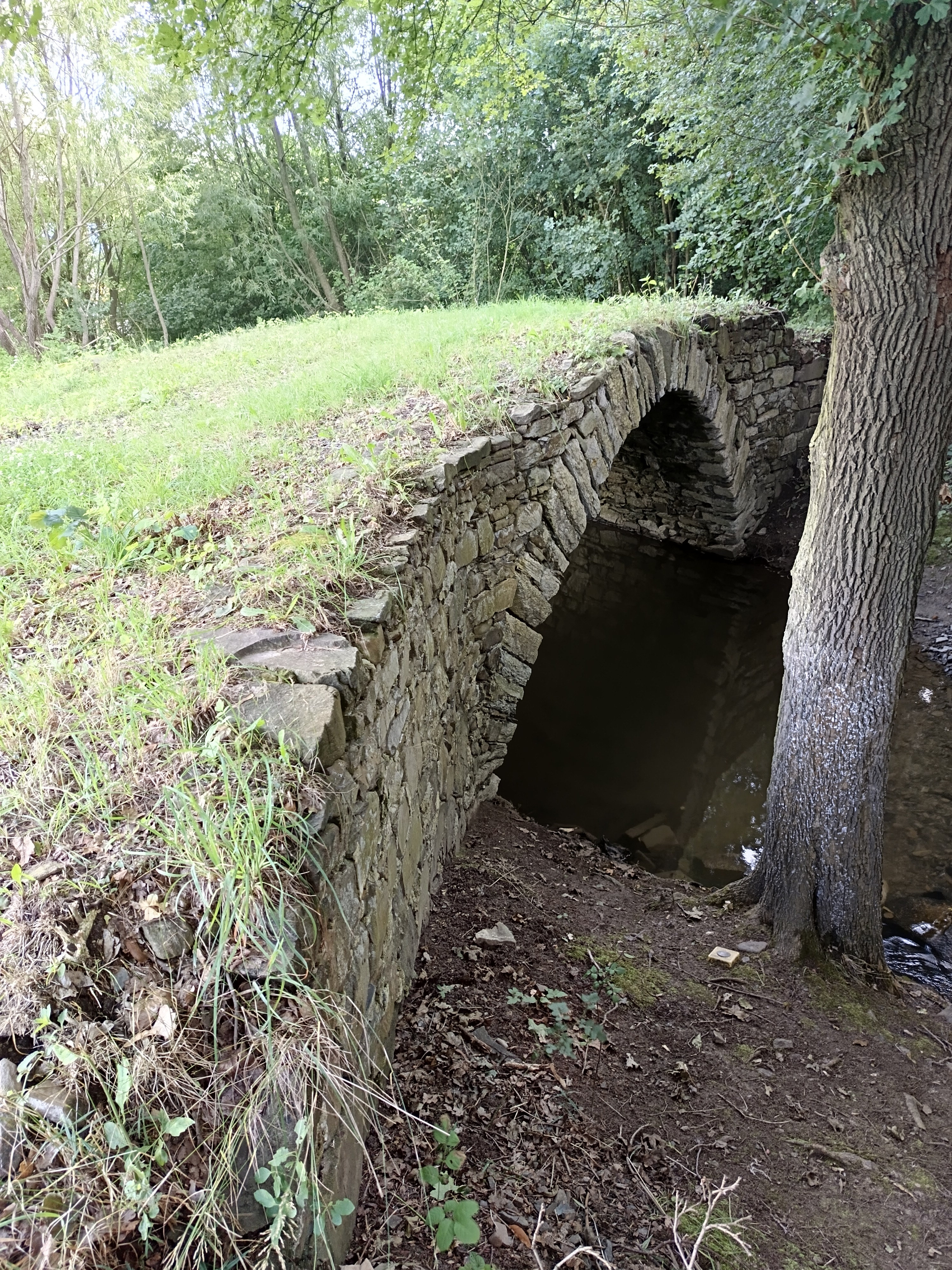
Most a řeka Ludina